# Brighton Beach

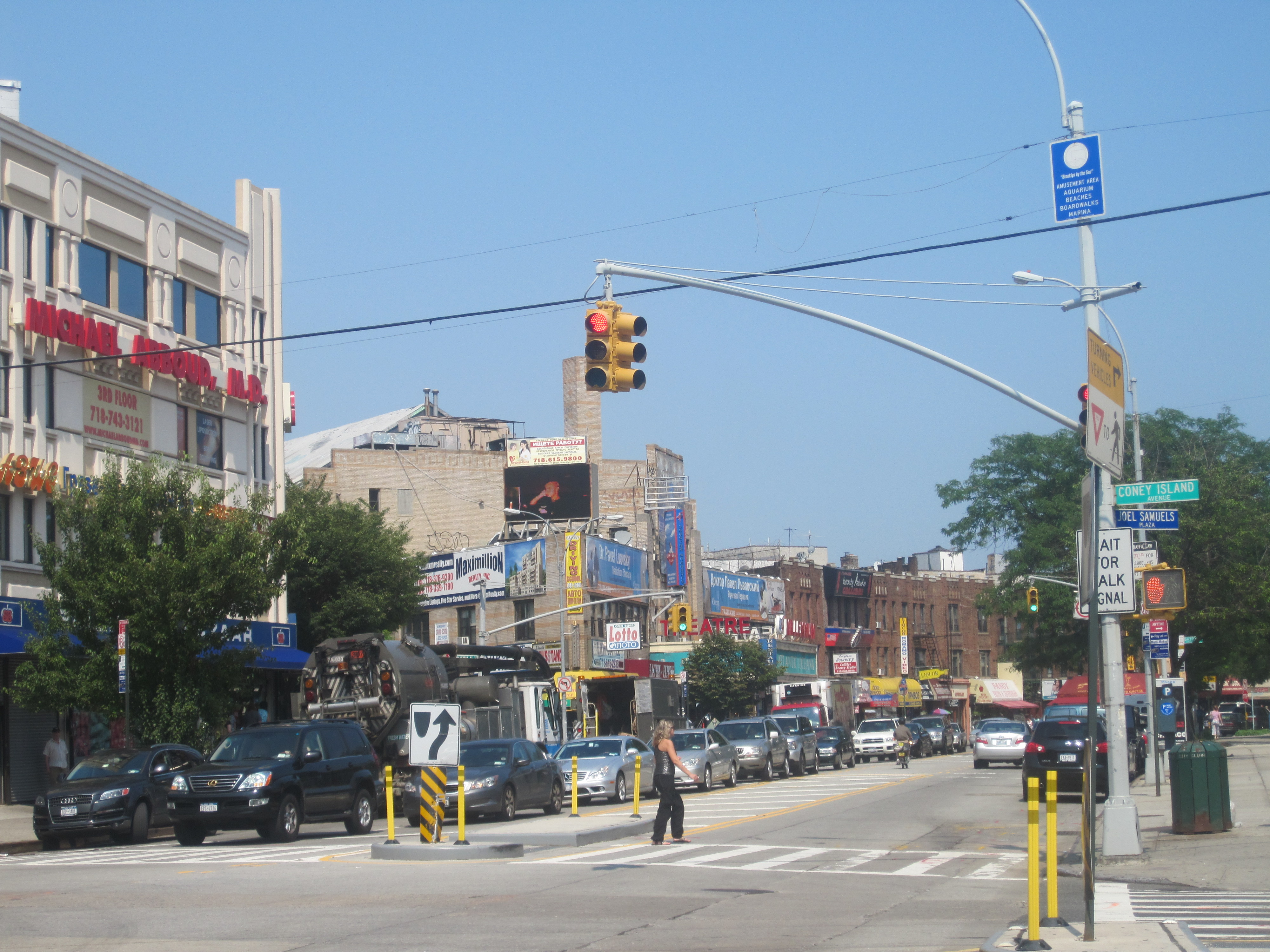
Brighton Beach Avenue

Brighton Beach ist ein Stadtteil auf Coney Island im Stadtbezirk (Borough) Brooklyn in New York City, USA. Der Stadtteil ist wegen seiner Strände ein beliebtes Sommerziel und hat einen hohen Bevölkerungsanteil von russischsprachigen Einwanderern.
Brighton Beach hatte laut US Census von 2020 eine Bevölkerungszahl von 32.194. Der Stadtteil ist Teil des Brooklyn Community District 13, hat die Postleitzahl 11235 und gehört zum 60. Bezirk des New Yorker Polizeidepartments. Kommunalpolitisch wird Brighton Beach vom 48. Bezirk des New York City Council (Stadtrat) vertreten.

## Lage
Brighton Beach befindet sich im Süden von Brooklyn auf der Halbinsel Coney Island. Benachbarte Stadtteile und begrenzende Straßen sind Coney Island und der Ocean Parkway im Westen, Sheepshead Bay und der Shore Parkway (Belt Parkway) im Norden sowie Manhattan Beach und Corbin Place im Osten. Manchmal wird im Osten auch die West End Avenue als Grenze angesehen. Im Süden trennt der breite gleichnamige Strand „Brighton Beach“ mit dem „Riegelmann Boardwalk“ den Stadtteil vom Atlantischen Ozean.

## Geschichte

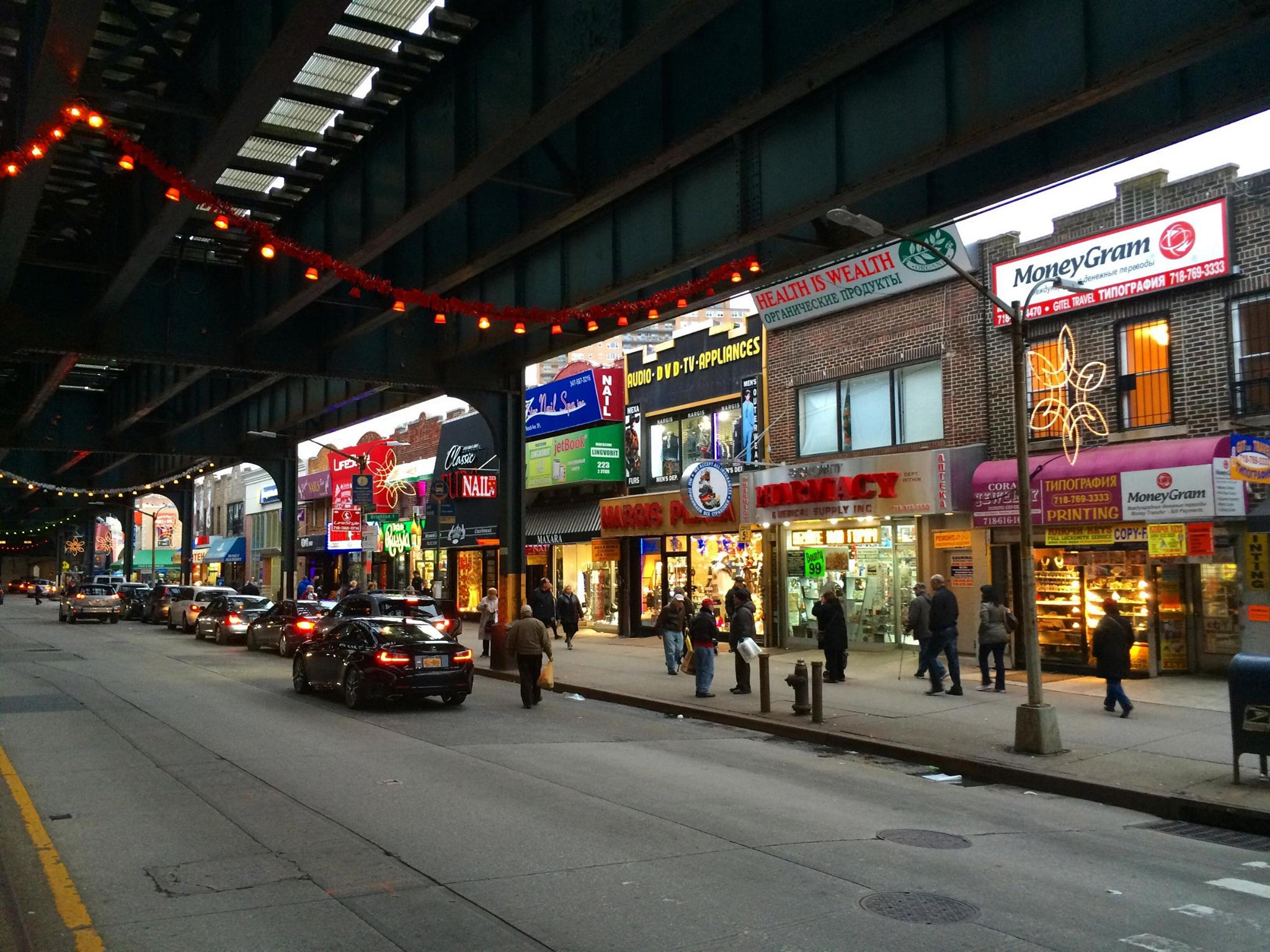
Brighton Beach Boulevard: Geschäftshäuser unter der aufgeständerten Subway-Strecke

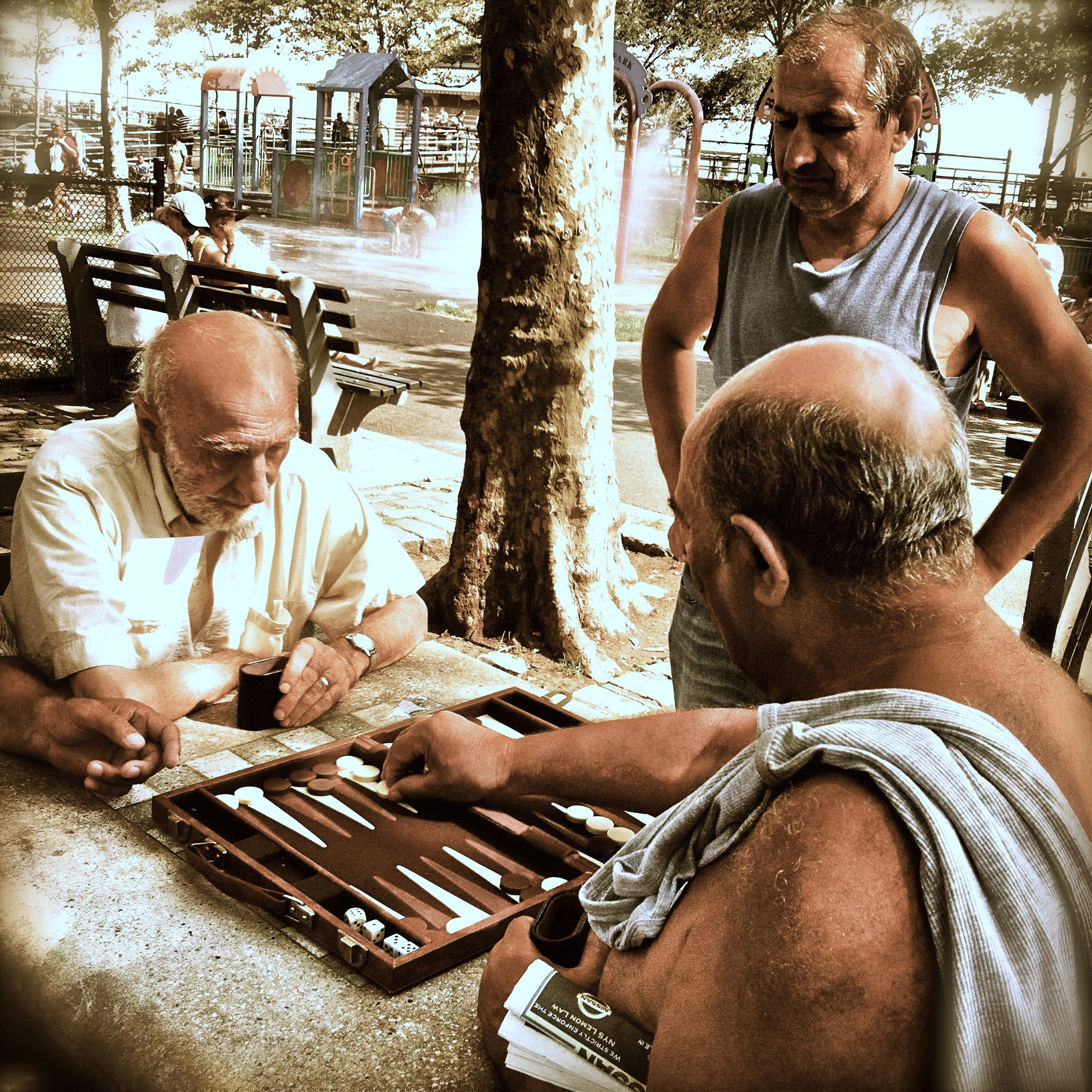
Backgammon-Spieler in Brighton Beach, 2012

Brighton Beach wurde 1878 als Strand und Ferienort gegründet und nach dem berühmten englischen Seebad Brighton benannt. Das Zentrum des Ferienortes war das große Hotel Brighton (oder Brighton Beach Hotel) an dem Teil des Strandes, der heute den Endteil der Coney Island Avenue bildet, zugänglich über Brooklyn, Flatbush und die Coney Island Railway, damals wie heute auch unter dem Namen Brighton Beach Line bekannt, die am 2. September 1878 in Betrieb ging.
In der Folgezeit wurden eine Pferde- sowie eine Hunderennstrecke, ein Varieté, Theater und Casinos errichtet.
1907 wurden die Brighton-Beach-Bäder eröffnet, zwei Jahre später das New Brighton Theater. Unglücklicherweise wurden die Bäder durch ein Feuer im Jahr 1911 zerstört, ein weiteres Feuer im Jahr 1919, das vom Brighton Beach Hotel ausging, äscherte dann den Großteil der einst großen Sommergemeinde ein. Doch noch im selben Jahr wurde das erste jiddische Theater errichtet, und das New Brighton Theater wurde berühmt durch die Darbietungen von George Jessel, Eddie Cantor, Al Jolson, Will Rogers, Adele und Fred Astaire, die Marx Brothers und Douglas Fairbanks. Die Brighton-Beach-Bäder wurden auch wiederaufgebaut und hatten zu ihren Hochzeiten in den 1950er und 1960er Jahren bis zu 10.000 Mitglieder.
Brighton Beach wurde dann zirka 1920 als dicht zu besiedelnde Gemeinde für Anlieger neu konzipiert, indem vor allem der Brighton-Beach-Schienenweg in eine moderne U-Bahn-Linie des New York Subway-Systems umgebaut wurde. 1938 kaufte der Bauunternehmer Robert Moses den gesamten Strand (etwa acht Kilometer) von privaten Eigentümern für 75.000 Dollar und spendete ihn der Stadt New York.
Die ersten Zugezogenen waren Flüchtlinge, die erfolgreich der Unterdrückung durch den europäischen Faschismus in den 1930er und 1940er Jahren entkommen konnten. Die Gemeinde besteht allerdings mittlerweile zum größten Teil aus russischen, ukrainischen und jüdischen Immigranten, welche ab dem frühen 20. Jahrhundert aus Russland und später in den 1970er und 1980er Jahren aus der Sowjetunion in die USA einwanderten. Nach dem Zerfall der Sowjetunion verstärkte sich in den frühen 1990er Jahren die Einwanderung  ehemaliger Sowjetbürger. Bis zu seiner Verhaftung durch das FBI 1995 wohnte der berüchtigte Mafiaboss Wjatscheslaw Iwankow in Brighton Beach. Das Straßenbild wird heute vor allem durch die vielen russischen Restaurants und Lebensmittelläden geprägt, was dem Viertel zugleich den Beinamen Little Odessa einbrachte. Neben den russischen Einwanderern sind aber auch bis heute viele Georgier, Armenier, Pakistaner, Afghanen, Polen, Hispanics und Türken zugezogen. Brighton Beach wird nachgesagt, durch diesen besonderen multikulturellen Einfluss Ähnlichkeiten zu Manhattans Chinatown aufzuweisen.

## Demografie

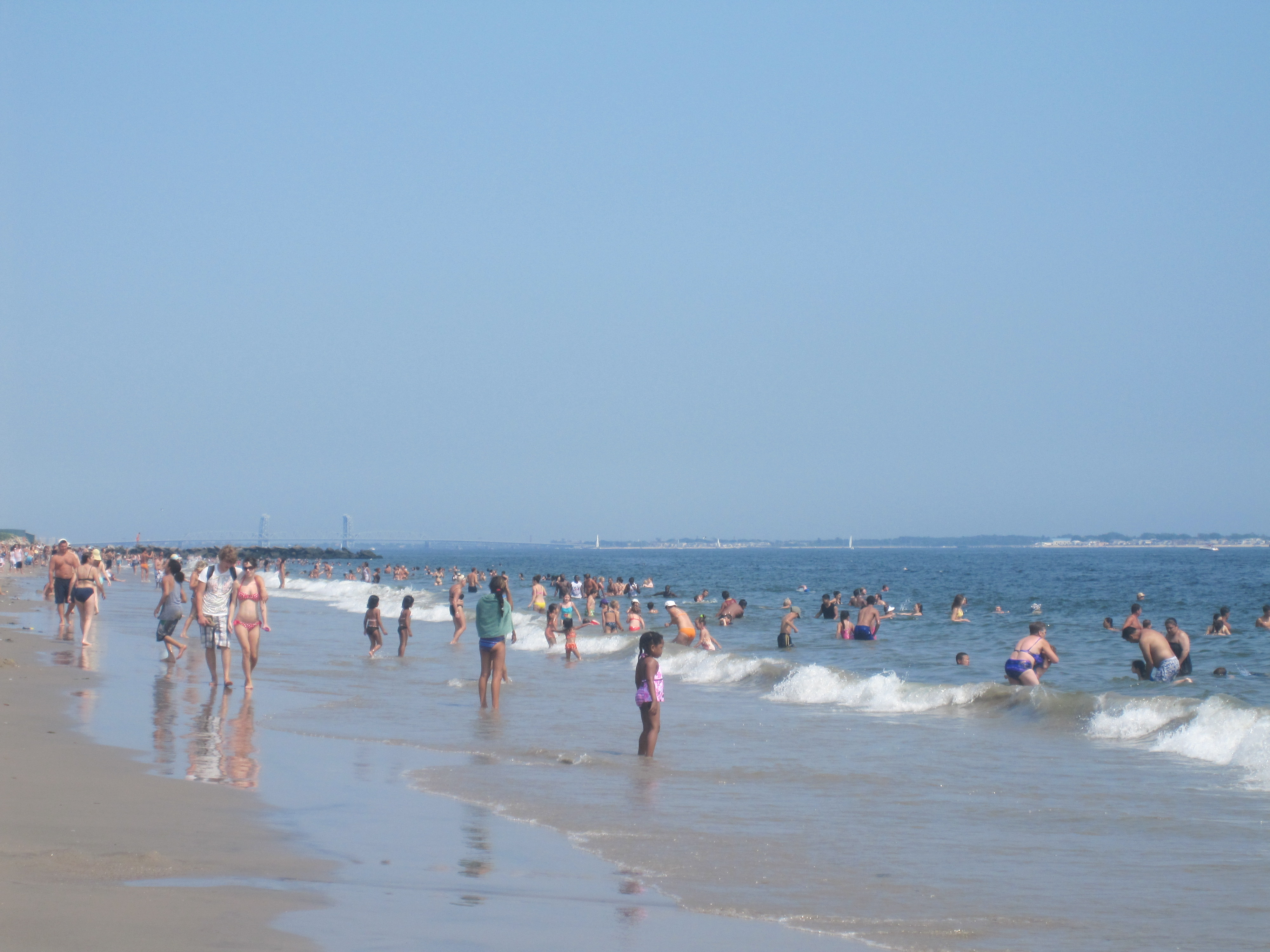
Strand von Brighton Beach

Im Jahr 2020 hatte das United States Census Bureau die statistischen Zählbezirke (Areas und Tracts) neu konfiguriert. Somit sind die vor 2020 erzielten Daten meist nicht mehr mit den ab 2020 erhobenen Daten vergleichbar, des Weiteren sind die Zählbezirke meist nicht deckungsgleich mit den Stadtteilgrenzen.
Laut Volkszählung von 2020 hatte Brighton Beach in den genannten Grenzen 32.194 Einwohner bei einer Einwohnerdichte von 26.828 Einwohnern pro km². Es wird überwiegend von Weißen bewohnt, die fast zwei Drittel der Bewohner stellen. Im Stadtteil lebten 20.252 (62,9 %) Weiße, 5.547 (17,2 %) Asiaten, 4.531 (14,1 %) Hispanics und Latinos, 417 (1,3 %) Afroamerikaner, 229 (0,7 %) aus anderen Ethnien und 1.218 (3,8 %) aus zwei oder mehr Ethnien. In der nicht deckungsgleichen Neighborhood Tabulation Area (NTA) Brighton Beach des US Census wurden 2020 33.568 Einwohner erfasst.

## Verkehr
Brighton Beach wird von zwei Linien der New York City Subway erschlossen. Die den Stadtteil durchquerende Linie  bedient die Stationen Ocean Parkway und Brighton Beach. Die in der Bronx beginnende und durch Manhattan und Brooklyn verlaufende Linie  endet an der Station Brighton Beach. Die Abteilung MTA Regional Bus Operations der Metropolitan Transportation Authority (MTA) erschließt des Weiteren den Stadtteil mit den Buslinien B1, B4, B36 und B68.

## In den Medien

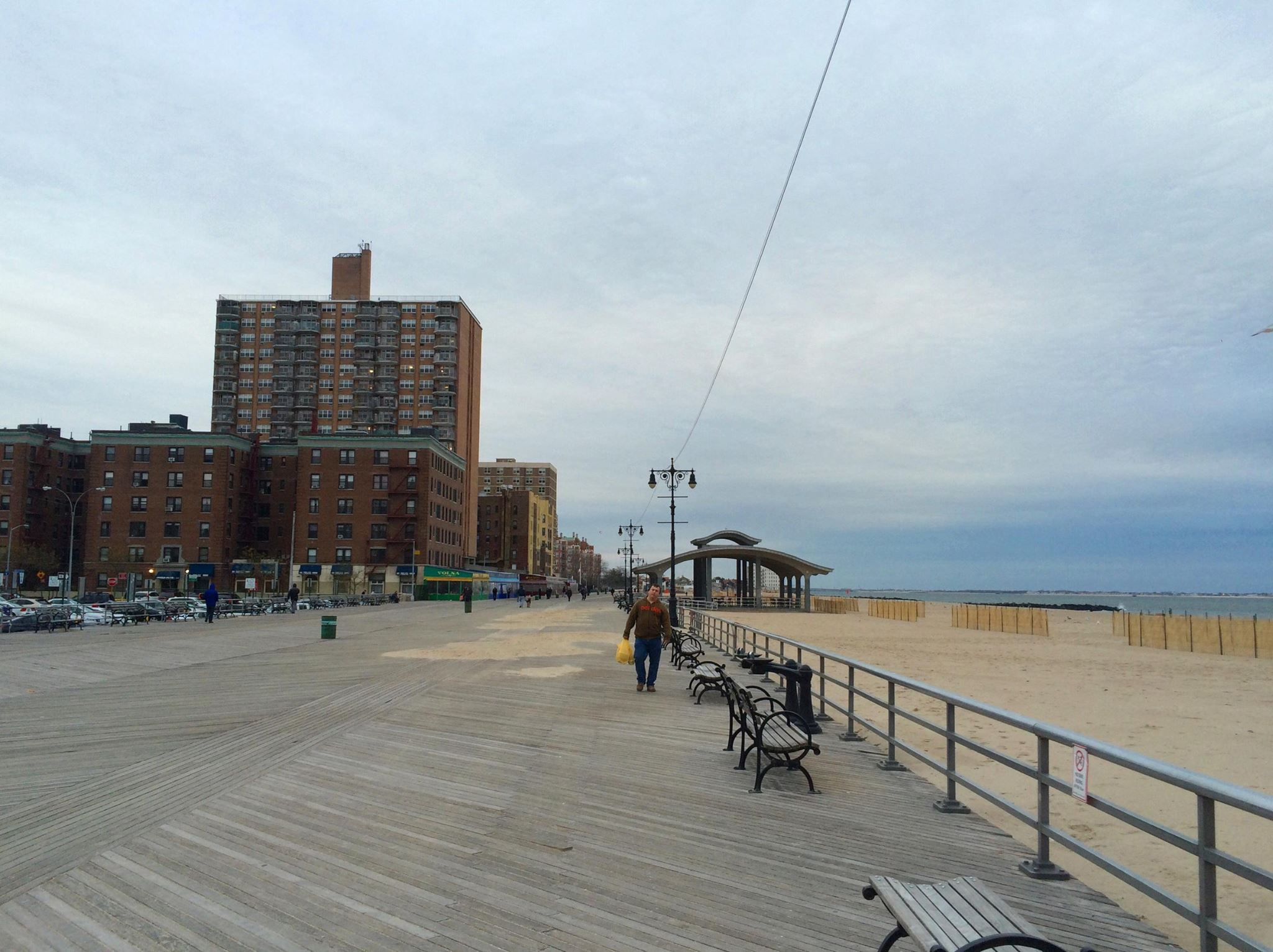
Boardwalk und Brighton 4th Street

Brighton Beach ist auch in den Medien präsent. In Filmen wie Little Odessa, Requiem for a Dream, Lord of War – Händler des Todes, Two Lovers und Anora ist Brighton Beach einer der zentralen Schauplätze. Auch im Computerspiel Grand Theft Auto IV spielt ein großer Teil der Handlung im virtuellen Brighton Beach, das dort den Namen „Hove Beach“ trägt. In der Filmkomödie Ein Chef zum Verlieben (Two Weeks Notice) mit Sandra Bullock und Hugh Grant spielen einige Szenen in der Brighton 4th Street.